# Christina Fusano
Christina Fusano (Sacramento, 27 november 1980) is een voormalig tennisspeelster uit de Verenigde Staten van Amerika. 

## Loopbaan
In 2002 speelde Fusano haar eerste ITF-toernooi, in 2003 debuteerde zij op de WTA-tour op het toernooi van Stanford, met landgenote Raquel Kops-Jones aan haar zijde. Enkele weken later had zij ook haar grandslamdebuut op het US Open met de zelfde partner. In het dubbelspel won zij één WTA-titel, samen met landgenote Raquel Kops-Jones op het toernooi van Québec 2007. Haar hoogste positie op de WTA-ranglijst is de 84e plaats in het dubbelspel, die zij bereikte in augustus 2008. In april 2010 stopte zij met enkelspeltoernooien; in augustus 2011 beëindigde zij haar beroepsloopbaan geheel.

## Posities op deWTA-ranglijst
Positie per einde seizoen:
| jaar | rang enkelspel | rang dubbelspel |
| ---- | -------------- | --------------- |
| 2002 | –              | 843             |
| 2003 | 1006           | 788             |
| 2004 | 433            | 405             |
| 2005 | 554            | 251             |
| 2006 | 487            | 145             |
| 2007 | 852            | 98              |
| 2008 | –              | 131             |
| 2009 | –              | 204             |
| 2010 | –              | 152             |
| 2011 | –              | 193             |

## Palmares
| Legenda                |
| ---------------------- |
| Grandslamtoernooi      |
| Olympische Spelen      |
| Year-End Championships |
| Tier I                 |
| Tier II                |
| Tier III               |
| Tier IV & V            |

### WTA-finaleplaatsen enkelspel
geen

### WTA-finaleplaatsen vrouwendubbelspel
| nr.              | finale     | toernooi   | ondergrond | partner           | tegenstandsters                  | score    |         |
| ---------------- | ---------- | ---------- | ---------- | ----------------- | -------------------------------- | -------- | ------- |
| gewonnen finales |            |            |            |                   |                                  |          |         |
| 1.               | 2007-11-04 | WTA Québec | tapijt (i) | Raquel Kops-Jones | Stéphanie Dubois Renata Voráčová | 6-2, 7-6 | details |
| verloren finales |            |            |            |                   |                                  |          |         |
| geen             |            |            |            |                   |                                  |          |         |

## Resultaten grandslamtoernooien
| Legenda | Legenda                          |
| ------- | -------------------------------- |
| g.t.    | geen toernooi gehouden           |
| l.c.    | lagere categorie                 |
| –       | niet deelgenomen                 |
| G       | uitgeschakeld in de groepsfase   |
| 1R      | uitgeschakeld in de eerste ronde |
| 2R      | uitgeschakeld in de tweede ronde |
| 3R      | uitgeschakeld in de derde ronde  |
| 4R      | uitgeschakeld in de vierde ronde |
| KF      | uitgeschakeld in de kwartfinale  |
| HF      | uitgeschakeld in de halve finale |
| F       | de finale verloren               |
| W       | het toernooi gewonnen            |
| w-v     | winst/verlies-balans             |

### Enkelspel
geen deelname

### Vrouwendubbelspel
| toernooi        | 2003 |    | 2008 |
| --------------- | ---- | -- | ---- |
| Australian Open | –    | –  |      |
| Roland Garros   | –    | –  |      |
| Wimbledon       | –    | 2R |      |
| US Open         | 1R   | 1R |      |

### Gemengd dubbelspel
| toernooi        | 2011 |
| --------------- | ---- |
| Australian Open | –    |
| Roland Garros   | –    |
| Wimbledon       | –    |
| US Open         | 1R   |